# Une histoire des abeilles
Une histoire des abeilles (titre original : Bienes historie) est un roman de science-fiction de l'écrivain norvégienne Maja Lunde publié en 2015 et traduit en français en 2017,.